# St. Willibrord (Nöthen)

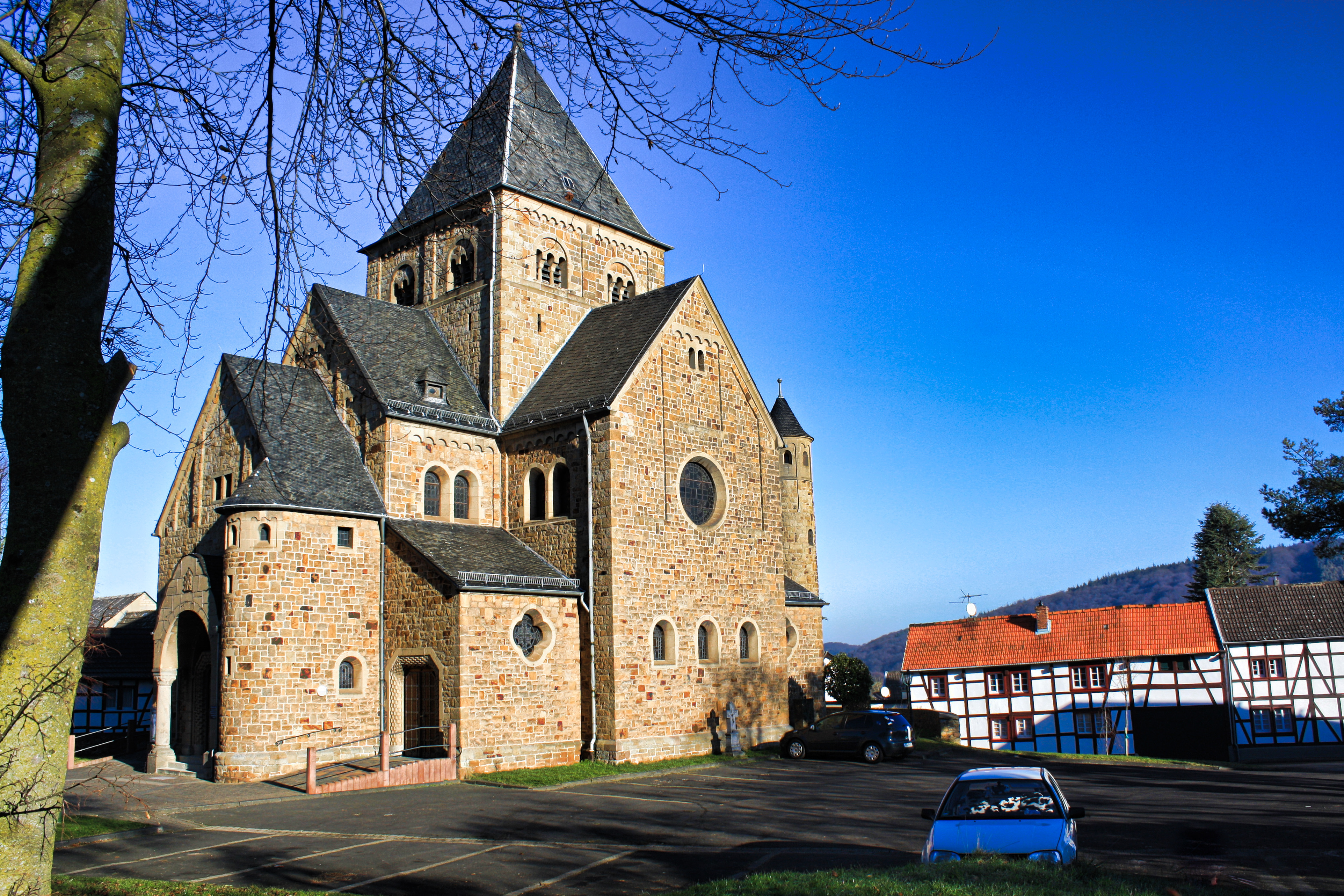
St. Willibrord

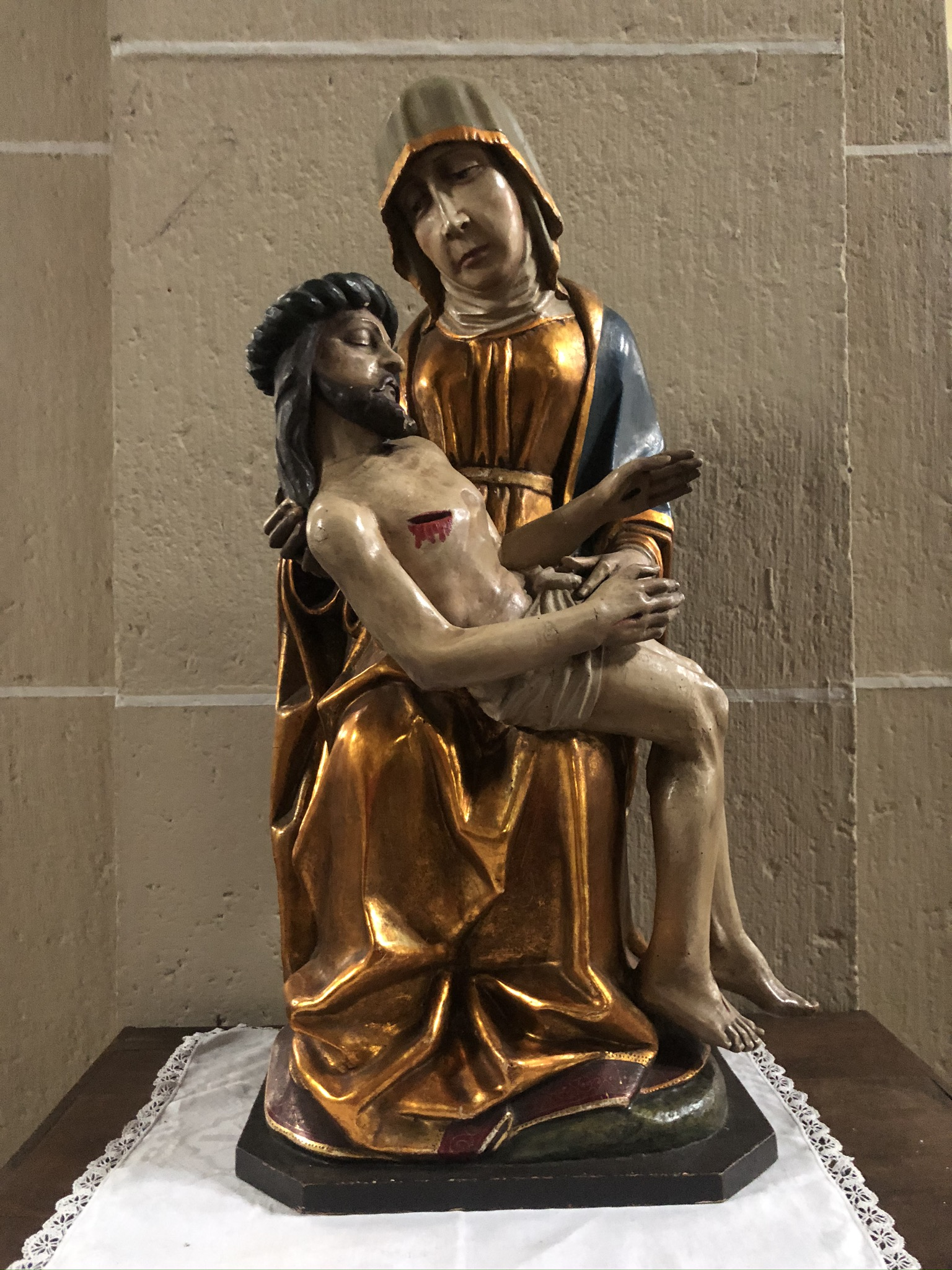
Pieta aus dem 15. Jahrhundert

Die römisch-katholische Pfarrkirche St. Willibrord in Bad Münstereifel-Nöthen gehört zum Bistum Aachen.
Die Pfarre bildet heute mit mehreren anderen Pfarreien die Gemeinschaft der Gemeinden St. Barbara Mechernich.
Das Gotteshaus ist dem heiligen Willibrord geweiht.
Der dreischiffige aus dem Mittelalter stammende Vorgängerbau bestand aus geputztem Bruchstein, hatte einen Turm mit einer Schieferpyramide als Turmhelm und einen dreiseitig geschlossenen Chor.
Diese Kirche wurde abgebrochen, um sie 1912 und 1913 durch einen Neubau zu ersetzen.
Die Pläne der neuen Pfarrkirche fertigte Eduard Endler.
Die neue Kirche wurde 1913 geweiht.
Sie ist eine dreischiffige Bruchsteinbasilika mit Querschiff in der Mitte des Langschiffs.
Das Langschiff hat eine etwas niedrigere Vorhalle und an seiner nordöstlichen Schmalseite einen Chor; neben dem Chor befindet sich die Sakristei.
Über der Vierung erhebt sich ein quadratischer Kirchturm mit einem Pyramidendach.
Noch aus dem Mittelalter, 15. Jahrhundert, stammt eine Pieta aus Holz, 75 cm hoch. Die Statue stammt vermutlich aus der alten Kirche. Der halbsitzende Christus ist einfach gearbeitet. Die leicht erhobenen Arme sind eine Ergänzung. Maria ist mit gegürtetem Kleid, Halstuch, Kopftuch und Mantel bekleidet. Ihr Blick geht verloren über Christus hinweg.